# نوریک پطروسیان
نوریک خاچیکی پطروسیان (ارمنی: Նորիկ Խաչիկի Պետրոսյան؛ زادهٔ ۷ نوامبر ۱۹۳۹) یک سیاستمدار اهل ارمنستان است که از تاریخ ۱۹۹۷ تا تاریخ ۲۰۰۳ سمت نمایندگی دوره‌های اول و دوم مجلس ملی جمهوری ارمنستان را برعهده داشت.

## زندگی‌نامه
در ۷ نوامبر ۱۹۳۹ در ساروخان، شهرستان کامو به دنیا آمد .